# Halenia longicaulis
Halenia longicaulis är en gentianaväxtart som beskrevs av J.S. Pringle. Halenia longicaulis ingår i släktet Halenia och familjen gentianaväxter. Inga underarter finns listade i Catalogue of Life.